# 北坑站
北坑站是皖赣铁路的一个车站，位于安徽省黄山市祁门县金字牌镇莲花村。车站距芜湖站294公里，距贵溪站256公里。车站办理列车通过、会让业务，不办理客货运业务，现由上海铁路局芜湖车务段管辖。

## 概要
车站于1982年10月1日开始临管运输，1984年5月31日随皖赣铁路正式开通运营。车站运营初期为乘降所，后改为设有两条股道的五等会让站。车站距离祁门县城30千米，对外交通不便，公共交通难以直达车站。离车站最近的商店位于4华里外的莲花村内。
目前北坑站办理列车通过、会让业务和通勤列车旅客乘降业务，不办理客货运业务。每日车站有一对来往黄山和倒湖的通勤列车停靠，供车站及沿线铁路职工使用。